# 3-Méthylbutanoate d'éthyle
Le 3-méthylbutanoate d'éthyle est l'ester de l'acide 3-méthylbutanoïque (acide isovalérique) avec l'éthanol et de formule semi-développée (CH3)2CHCH2COOCH2CH3 utilisé dans l'industrie alimentaire comme arôme. Il possède une odeur de fruit vert avec une touche de myrtille. Il est présent dans les fruits, les légumes et certaines boissons alcoolisées. Il est utilisé dans la composition d'arômes fruités.